# Ichijō-dōri
Pour les articles homonymes, voir Ichijō.
L'Ichijō-dōri (一条通, Ichijō-dōri) est une voie de Kyoto, dans les arrondissements d'Ukyō, Kita et Kamigyō. Orientée est-ouest, elle commence au Karasuma-dōri (en), devant le jardin du Palais impérial et termine juste après Nagatsuji-dōri (ja), devant le temple Seiryō-ji.
Jusqu'au Moyen Âge, elle s'appelle l'avenue Ichijō (一条大路, Ichijō-ōji) et marquait la limite nord de la capitale impériale Heian-kyō. Les routes préfectorales 101 (ja) et 29 (ja) passent sur la rue. Une suite du côté est du fleuve Kamo existe, et s'appelle le Higashi'ichijō-dōri.

## Description

### Situation

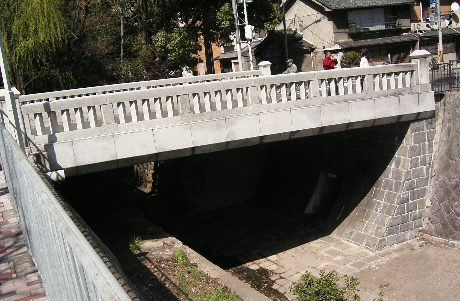
Le pont Ichijō Modori-bashi.

L'Ichijō-dōri est une rue situé au nord de la section urbaine de l'arrondissement d'Ukyō, à l'extrême sud-ouest de l'arrondissement de Kita et au nord de celui de Kamigyō. La rue commence dans le quartier Hirohashidono-chō (広橋殿町) de l'arrondissement de Kamigyō et termine dans le quartier de Sagashakadōfujinoki-chō (嵯峨釈迦堂藤ノ木町). La rue commence devant le Kyōto Gyoen (京都御苑) à l'est, le jardin du palais impérial, à l'importante voie Karasuma-dōri (en) (烏丸通), et termine à Kitsuji-dōri (木辻通), deux rues à l'est de l'école secondaire Kyoto Gakuen (ja) (京都学園中学高等学校), dans l'arrondissement de Kita,,. La rue est légèrement décalée au nord après Jōfukuji-dōri, puis décalée vers le sud après Shichihonmatsu-dōri,. La rue continue cependant plus à l'ouest pendant plusieurs kilomètres pour atteindre le temple Seiryō-ji (清涼寺) à l'ouest, juste après Nagatsuji-dōri (ja) (長辻通), dans l'arrondissement d'Ukyō. La rue traverse deux rivières, la Hori (ja) (堀川), sur le pont Ichijō Modori-bashi (ja) (一条戻橋), puis la Kamiya (紙屋川), sur le pont Ichijō (一條橋).
Selon certaines autres sources, la rue terminerait à Shichihonmatsu-dōri (ja) (七本松通), dans le quartier Ichikan'non-chō (一観音町) de l'arrondissement de Kamigyō. Selon d'autres sources, elle terminerait juste à l'ouest du Myōshin-ji (妙心寺), dans le quartier Taniguchienshōji-chō (谷口円成寺町) de l'arrondissement d'Ukyō, ou encore devant le Nin'na-ji (仁和寺), légèrement plus au nord. Finalement, le carrefour avec Yamagoe-dōri (山越通) est aussi indiqué comme étant la fin de la rue. Elle suit Nakadachiuri-dōri (中立売通) au sud et précède Mushanokōji-dōri (武者小路通), Yokoshinmei-dōri (横神明通), Sasayachō-dōri (笹屋町通) et Imadegawa-dōri (今出川通) au nord. Une rue à la même hauteur existe de l'autre côté du jardin du palais impérial, commençant au sanctuaire shinto Yoshida-jinja (吉田神社) et terminant au fleuve Kamo (鴨川) : Higashi'ichijō-dōri (東一条通),,.
Jusqu'à Kitsuji-dōri, la circulation se fait en sens unique de l'est vers l'ouest, sauf pour la section entre Shichihonmatsu-dōri et Nakadachiuri-dōri, où la circulation se fait dans les deux sens. Cependant, la section entre Karasuma-dōri et Horikawa-dōri reste très large, même pour un sens unique. La circulation se fait dans les deux sens de Kitsuji-dōri jusqu'à Kiyotaki-michi, et d'ouest en est dans la dernière section autour de Nagatsuji-dōri. De Karasuma à Kitsuji, la rue fait 3 200 mètres,. De Karasuma à l'extrémité ouest du Myōshin-ji, la rue fait 3 500 mètres. En comptant la section se rendant jusqu'à Ukyō, la rue fait 8 200 mètres.

### Voies rencontrées
Liste des voies rencontrées. Les voies rencontrées de la droite sont mentionnées par (d), tandis que celles rencontrées de la gauche, par (g). Seules les rues portant un nom sont listées.
1. Karasuma-dōri (en) (烏丸通)[2],[5]
2. Muromachi-dōri (en) (室町通)[5]
3. (d) Koromonotana-dōri (衣棚通)
4. Shinmachi-dōri (ja) (新町通)
5. Nishinotōin-dōri (ja) (西洞院通)[5]
6. Ogawa-dōri (小川通)[5]
7. Aburanokōji-dōri (ja) (油小路通)
8. (d) Komachi-dōri (小町通)
9. Higashihorikawa-dōri (en) (東堀川通)
10. Horikawa-dōri (en) (堀川通)[2],[5]
11. Yoshiyamachi-dōri (葭屋町通)
12. Inokuma-dōri (ja) (猪熊通)[5]
13. Kuromon-dōri (黒門通)
14. (g) Kyūōmiya-dōri (en) (旧大宮通)
15. Ōmiya-dōri (en) (大宮通)[5]
16. (g) Matsuyachō-dōri (松屋町通)
17. Chiekōin-dōri (智恵光院通)
18. (g) Uramon-dōri (裏門通)
19. Jōfukuji-dōri (浄福寺通)[5]
20. (g) Tsuchiyamachi-dōri (土屋町通)
21. Senbon-dōri (en) (千本通)[5]
22. Rokkenmachi-dōri (六軒町通)
23. Shichihonmatsu-dōri (ja) (七本松通)[2],[5]
24. Shimonomori-dōri (下ノ森通) [aussi appelée Aiainozushi-dōri (相合図子通)]
25. (d) Nakadachiuri-dōri (中立売通)[5]
26. Onmae-dōri (ja) (御前通)
27. Tenjin-dōri (天神通)[5]
28. Hirano-dōri (平野通)
29. Nishiōji-dōri (ja) (西大路通)[5]
30. Sai-dōri (ja) (佐井通) [aussi appelée Kasuga-dōri (春日通)]
31. (g) Sainishi-dōri (佐井西通)
32. Badai-dōri (馬代通)
33. (g) Kitsuji-dōri (木辻通)
34. Kinukake no michi (ja) (きぬかけの路)
35. (g) Route préfectorale 130 - Dépôt de Hanazono-Omuro (ja) (京都府道130号花園停車場御室線)
36. Shūzan-kaidō (en) (周山街道) - Route nationale 162 (国道162号)
37. Yamagoe-dōri (山越通)
38. (d) Route préfectorale 136 - Daikakuji-Hiraoka (ja) (京都府道136号大覚寺平岡線)
39. Kiyotaki-michi (清滝道) - (g) Route préfectorale 29 - Utano-Arashiyama-Yamada (ja) (京都府道29号宇多野嵐山山田線)
40. (g) Nagatsuji-dōri (ja) (長辻通)

### Transports en commun

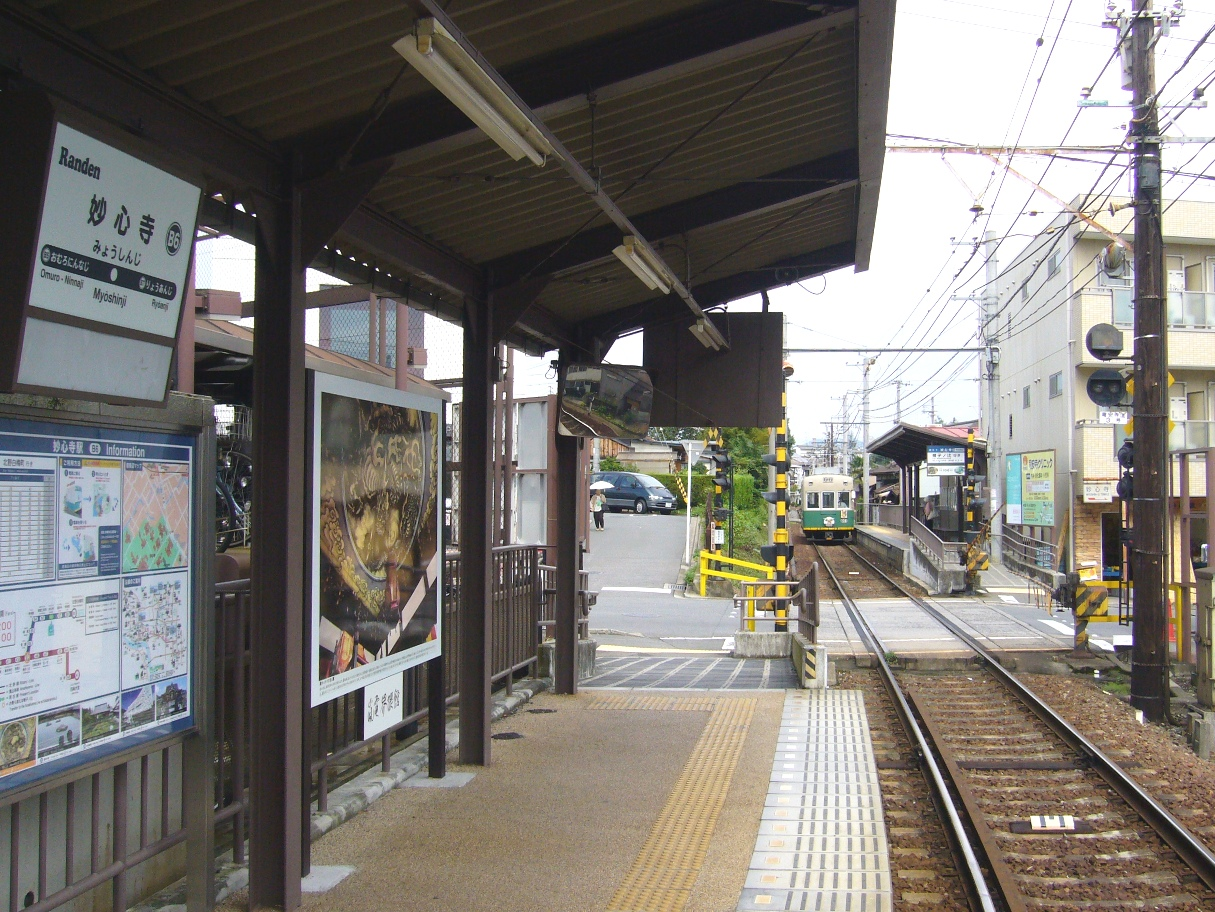
Myōshin-ji, station du tramway de Kyoto.

Les bus du réseau d'autobus de Kyoto (ja) passent sur la rue de Nishiōji à l'étang Hirosawa, puis de la route préfectorale 36 à Kiyotaki-michi. Des lignes notables passant sur la rue incluent la 10 et d'autres en direction de Yamagoe-dōri et Takao (ja). Les arrêts principaux sur la rue sont Tōji'in Minami-machi (等持院南町, lignes 10, 26), Myōshin-ji Kitamon-mae (妙心寺北門前, lignes 10, 26), Station Myōshin-ji Randen (嵐電妙心寺駅前, lignes 10, 26), en correspondance avec la station (en) du tramway de Kyoto, Omuro Nin'na-ji (御室仁和寺, lignes 10, 26, 59), Fukuōji (福王子, lignes 8, 10, 26, 59, Spécial8), Narutaki Honmachi (鳴滝本町, lignes 10, 26, 59), Yamagoe (山越, lignes 10, 26, 59), Hirosawa no ike / Butsudai Hirosawako-mae (広沢池・佛大広沢校前, ligne 59), et Kobuchi-chō (小渕町, lignes 28, 91). Les bus de la West Japan JR Bus (ja) circulent aussi sur la rue pour se rendre à Shūzan (ja) (周山), dans l'ancien bourg de Keihoku.
À l'est de la rue, au carrefour de Karasuma-dōri et d'Imadegawa-dōri se trouve la station du métro de Kyoto la plus proche, Imadegawa (今出川駅), sur la ligne Karasuma. À l'ouest, le tramway de Kyoto passe juste au nord de la rue, sur Imadegawa. Les stations les plus proches sont Kitano-Hakubaichō (en) (北野白梅町駅), Tōjiin Université de Ritsumeikan (en) (等持院・立命館大学衣笠キャンパス前駅), Ryōanji (en) (龍安寺駅) et Myōshinji (en) (妙心寺駅).

## Odonymie
L'avenue Ichijō porte d'autres noms au Moyen Âge, comme l'avenue de la Limite Nord (北極大路, Hokugoku/Kita no kiwa (no) ōji) ou l'avenue du Côté Nord (北辺大路, Hokuhen/Kita no be (no) ōji), dû à sa position dans le quadrillé des rues de la ville impériale,,,. D'autres noms attribués sont avenue du Nord (北大路, Kitaōji), plus tard devenu le nom d'une autre voie, et chemin Modori-bashi (戻橋路, Modori-bashi-ji),,. La partie à l'ouest à Ukyō était aussi appelée avenue Ichijō-ouest (西一条大路, Nishi-ichijō ōji),.
Le nom « Ichijō » signifie « Premier » et fait référence à sa position comme étant la rue la plus au nord de Heian-kyō. Pour permettre de mieux se retrouver dans le plan quadrillé de la ville, les grandes avenues d'orientation est-ouest ont alors été numérotées, donc Ichijō-dōri, première de la liste.

## Histoire

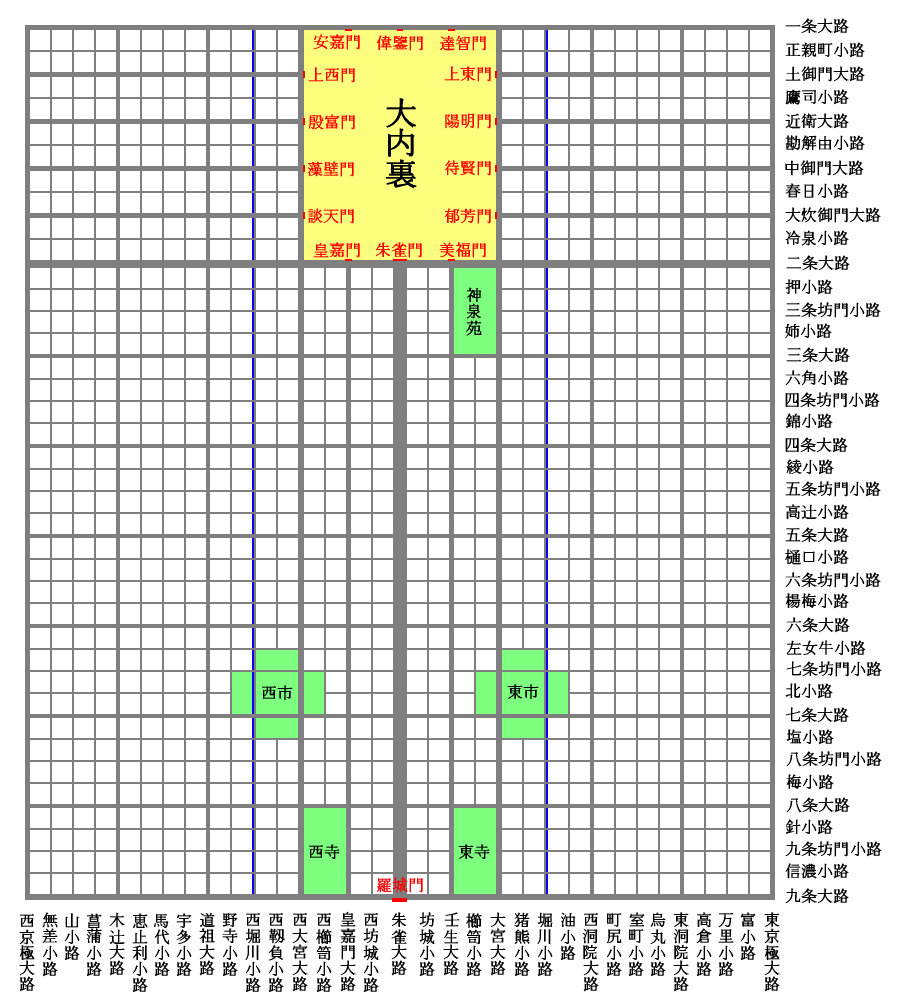
Carte des voies de Heian-kyō. L'avenue Ichijō est la première ligne à partir du haut.

Entre 784 et 794, alors que la capitale impériale était encore à Nagaoka-kyō (actuelles villes de Mukō, Nagaokakyō et arrondissement de Nishikyō de la ville de Kyoto), une courte rue existait entre l'avenue Ōmiya (大宮大路, actuelle Ōmiya-dōri (ja) (大宮通)) et l'avenue Nishi-Ōmiya (西大宮大路, actuelle Onmae-dōri (ja) (御前通),,,. Au déplacement de la capitale impériale à Heian-kyō (actuelle Kyoto) et à la construction du palais impérial en 794, une autre rue plus au sud portait le nom « avenue Ichijō », l'avenue Tsuchimikado (土御門大路, Tsuchimikado-ōji), actuellement Shimochōjamachi-dōri et Ninnaji-kaidō, qui marquait sa limite nord. Le palais est plus tard allongé au nord de 200 mètres et l'actuelle avenue Ichijō apparaît,. Cette nouvelle avenue marquait la nouvelle limite nord du palais et on trouvait des douves le long de la rue et un pont qui menait au palais,. Il aurait pu s'agir originellement d'un canal d'approvisionnement pour le palais, plus tard réduit en douves,. Déjà au début de la période Heian (794-1185), une extension de l'avenue Ichijō avait été créée de l'autre côté du fleuve Kamo, dans l'actuel nord de l'arrondissement de Sakyō, et un pont Ichijō (一条橋) franchissant le Kamo existait aussi, mais il est inconnu si ce pont faisait partie de la rue,. À ses débuts, la rue, sur son côté sud, était connue pour abriter des résidences de nobles ainsi que des « Kuriya-machi » (厨町), type de quartiers pour loger les fonctionnaires de bas rang,,. Entre l'avenue Ōmiya et l'avenue Nishi-Ōmiya, trois portes permettaient d'accéder au palais : le Tacchimon (達智門), l'Ikanmon (偉鑒門) et l'Ankamon (安嘉門),. De la période Heian à la période de Kamakura (1185-1333), la rue était un lieu populaire pour les festivals et les processions, particulièrement entre l'allée Karasumaru (烏丸小路, actuelle Karasuma-dōri) et entre l'avenue Nishinotoi/Nishinotōin (西洞院大路, actuelle Nishinotōin-dōri). Le festival le plus connu était le Kamo no matsuri (賀茂の祭), et la « bataille des chars » (車争い), qui était la querelle entre les festivaliers pour trouver les meilleures places pour regarder la procession des chars racontée dans le Dit du Genji, se déroule sur la rue. Les meilleurs points pour regarder le festival se sont progressivement implantés aux carrefours avec l'avenue Higashinotoi/Higashinotōin (東洞院大路, actuelle Higashinotōin-dōri (ja) (東洞院通)), l'allée Karasumaru, l'allée Machi (ja) (町小路, actuelle Shinmachi-dōri), et l'avenue Ōmiya,. D'autres activités importantes sur l'avenue durant la période Heian incluent le culte au sanctuaire Kitano (北野神社), devenu le Kitano Tenman-gū (北野天満宮), au carrefour avec l'avenue Nishi-Ōmiya, et les écuries de gauche (左近馬場) et de  droite (右近馬場), au nord de l'avenue, et qui desservait les deux côtés de la capitale, la capitale de gauche Sakyō (左近) à l'est et la capitale de droite Ukyō (右近) à l'ouest. Elles abritaient les chevaux des officiers et des courses hippiques étaient régulièrement organisées, mais toutes deux sont fermées en 1004,. Jusqu'au milieu de la période Heian, quelques résidences d'officiels se trouvent sur l'avenue, mais leur nombre s'accroît durant la fin de l'époque Heian jusqu'à la période de Kamakura, car la zone urbaine de la capitale s'étend vers le nord, jusqu'à la rivière Imade (今出川, actuelle Imadegawa-dōri),,.
Même si elle n'était plus la rue la plus au nord de la ville avec l'expansion rapide de la zone urbaine de Heian-kyō, l'avenue Ichijō était toujours considérée par les nobles comme la limite entre le rakuchū (ja) (洛中), l'intérieur de la ville impériale, et le rakugai (洛外), l'extérieur, et ce jusqu'à l'époque Sengoku (1467-1573),,,. Elle était aussi considérée comme la limite entre le monde des Vivants et le monde des Esprits, et des légendes circulaient comme quoi des fantômes rôdaient le long de l'avenue. À cette époque, au XIIe siècle, il est noté que l'état de la chaussée était mauvaise,. La rue y atteint alors son pic de largeur, à plus de 36 mètres de large. En 1238, le shogunat de Kamakura installe cinq kagariya (篝屋), un type de poste de guet, le long de la rue, aux carrefours avec les avenues Higashikyōgoku (東京極大路, actuelles Nashinoki-dōri et Teramachi-dōri (ja)), Higashinotoi/Higashinotōin, Nishinotoi/Nishinotōin et Ōmiya et l'allée Machi,,,. À la fin de la période de Kamakura, durant la guerre de Genkō, la rue est empruntée par Ashikaga Takauji pour attaquer les Rokuhara tandai, et après la chute du shogunat de Kamakura et l'établissement du shogunat Ashikaga, marquant le début de l'époque Nanboku-chō (1336-1392), d'autres batailles ont lieu sur la rue. On note notamment la rébellion de Meitoku (ja) (明徳の乱) en 1392, durant laquelle les membres du clan Yamana emprunte la rue pour attaquer les Ashikaga.
Pendant la guerre d'Ōnin qui éclate en 1467, un fossé séparant les factions de l'est (Higashijin (東陣)) et de l'ouest (Nishijin (西陣)) est creusé sur cette voie,,. Au début de la rébellion, la zone située autour du carrefour avec l'avenue Ōmiya jusqu'au carrefour avec l'allée Inokuma (猪隈小路, actuelle Inokuma-dōri) est le théâtre de batailles féroces, et de nombreuses résidences et temples sont incendiés,. Lors de la bataille du Shōkoku-ji (ja) (相国寺の戦い), considérée comme la plus féroce, l'armée de l'ouest marche la rue entre l'allée Takakura (高倉小路, actuelle Takakura-dōri (ja)) et l'allée Muromachi (室町小路, actuelle Muromachi-dōri), et la zone est fréquemment un lieu de passage pour l'armée,. La guerre dure environ 11 ans, jusqu'en 1477, et laisse la rue complètement détruite,,,. La rue est peu à peu restauré durant l'ère Meiō (1492-1501) et forme désormais la limite nord de l'enceinte du secteur de la « capitale supérieure » (上京, Kamigyō), délimité à l'est par l'avenue Higashinotoi/Higashinotōin et à l'ouest par l'allée Abura (油小路, actuelle Aburanokōji-dōri),. Légèrement au sud de la rue et juste au nord de sa voisine sud l'allée Ōgimachi (正親町小路, actuelle Nakadachiuri-dōri) est créé un quartier pour les nobles, le Kinrirokuchōchō (禁裏六丁町),. L'« Histoire du Japon » du missionnaire portugais Luís Fróis écrit à la fin du XVIe siècle indique que la rue, parfaitement droite, était remplie de boutiques d'artisans et s'étendait de l'arrière du palais impérial jusqu'à Hyakumanben (ja) (百万遍), de l'autre côté du fleuve Kamo,. La rue était alors très large et très passante.
L'avenue Ichijō (一条大路, Ichijō-ōji) est recréée sous son nom actuel Ichijō-dōri (一條通, Ichijō-dōri) lors du réaménagement de l'intérieur de la ville impériale par Toyotomi Hideyoshi en 1590, mais sa largeur et longueur sont considérablement réduites,,. La partie à l'est de Karasuma-dōri est supprimée pour faire place au Kuge-machi (ja) (公家町), le quartier des nobles autour du nouveau Palais impérial, pendant l'ère Tenshō (1573-1592) et de l'agrandissement du Kyōto Gyoen de 1611 à 1614, durant l'ère Keichō (1596-1615),,. En 1591, Hideyoshi complète l'Odoi (ja) (御土居), une muraille de terre entourant la ville, dont le côté ouest se trouve à la rivière Kamiya (ja) (紙屋川), mais aucune entrée ou sortie à l'Odoi ne semblent avoir été construites sur la rue,. La même année, dans le cadre de réformes urbaines, la construction des résidences des daimyos dans le Kinrirokuchōchō (禁裏六丁町) est terminée. À la fin du siècle, Hideyoshi décide de construire sur le site de l'ancien palais impérial, devenu un terrain vacant, le palais Jurakudai (聚楽第), qui ne dure qu'une dizaine d'années. La rue avait alors été coupée en deux par les douves du Jurakudai. C'est finalement seulement durant l'ère Kan'ei (1624-1644) que les deux bouts de la rue sont joints. Pendant cette même époque, l'allée Ōgimachi prend de l'importance et est élargie par Hideyoshi, car elle était une rue de liaison entre le Jurakudai et le quartier des daimyos Kinrirokuchōchō. Son pont franchissant la Hori était alors plus large que le pont Ichijō Modori-bashi,.
Pendant l'époque d'Edo (1603-1868), Ichijō-dōri, entre Karasuma à l'est et Shichihonmatsu à l'ouest, est le centre du commerce et de l'industrie du nord de Kyoto. Elle est bordée de nombreuses maisons de marchands, dont des antiquaires, des fabricants du textile, de petits outils et des librairies, entre autres,,. Ichijō-dōri existait aussi à l'ouest d'Onmae-dōri (aussi appelée Ukonbaba-dōri (右近馬場通)) et se rendait jusqu'à Omuro (ja) (御室) et Atago (愛宕),,. Dès 1702, un passage avait aussi été percé dans l'Odoi pour le passage d'Ichijō-dōri. Cette section ouest d'Ichijō-dōri était aussi appelée route Ichijō (一条街道, Ichijō-kaidō), mais le nom collectif « Ichijō-dōri » a fini par être utilisé avec le temps,.
À l'époque moderne, Ichijō-dōri est une rue étroite et tranquille principalement résidentielle. La rue commerçante Taishōgun (大将軍商店街) sur la rue entre Shimonomori et Nishiōji est un projet récent visant à promouvoir le tourisme, en prenant inspiration du folklore, particulièrement la « parade des 100 démons ». La rue commerçante a aussi précédemment porté le nom « Yōkai Street ». Des fouilles archéologiques importantes ont lieu sur la rue en 1987, puis en 1997,.

## Patrimoine et lieux d'intérêt
On trouve sur la rue de nombreuses maisons de ville traditionnelles jusqu'à Shichihonmatsu et Senbon, après lesquelles elles se font plus rares,.

Lieux d'intérêts (section Karasuma-Horikawa)
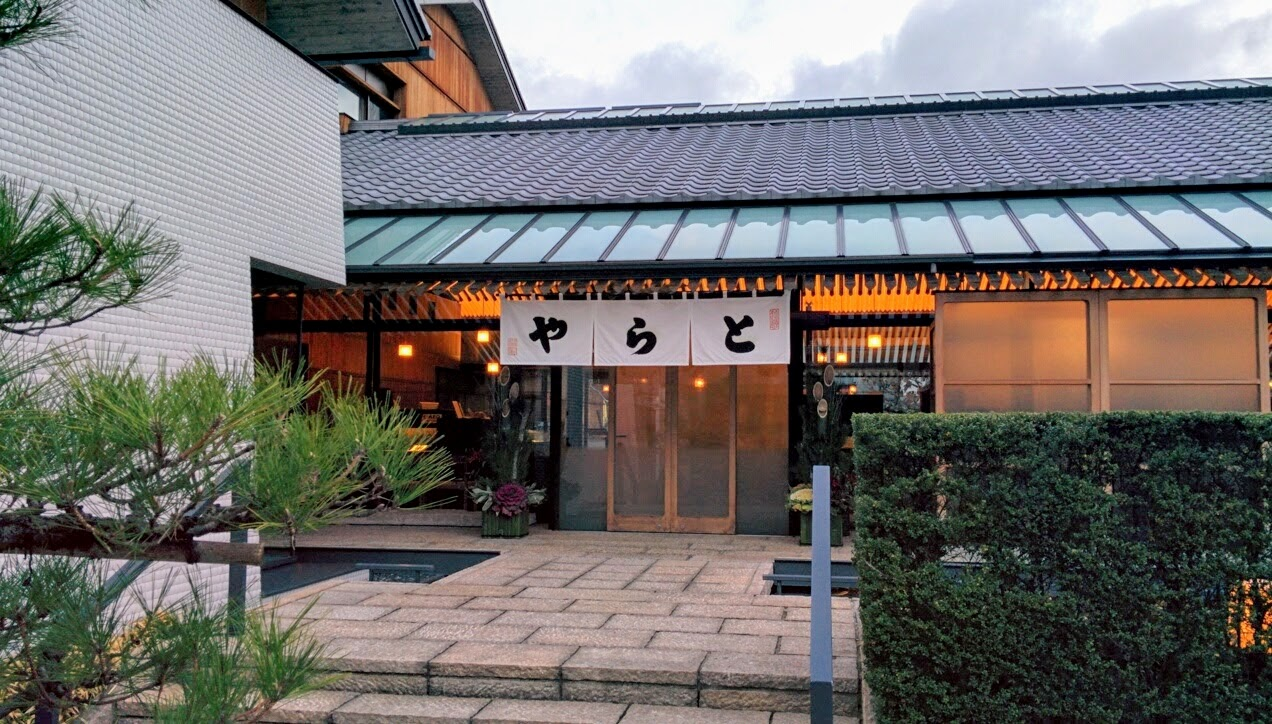
Confiserie Toraya
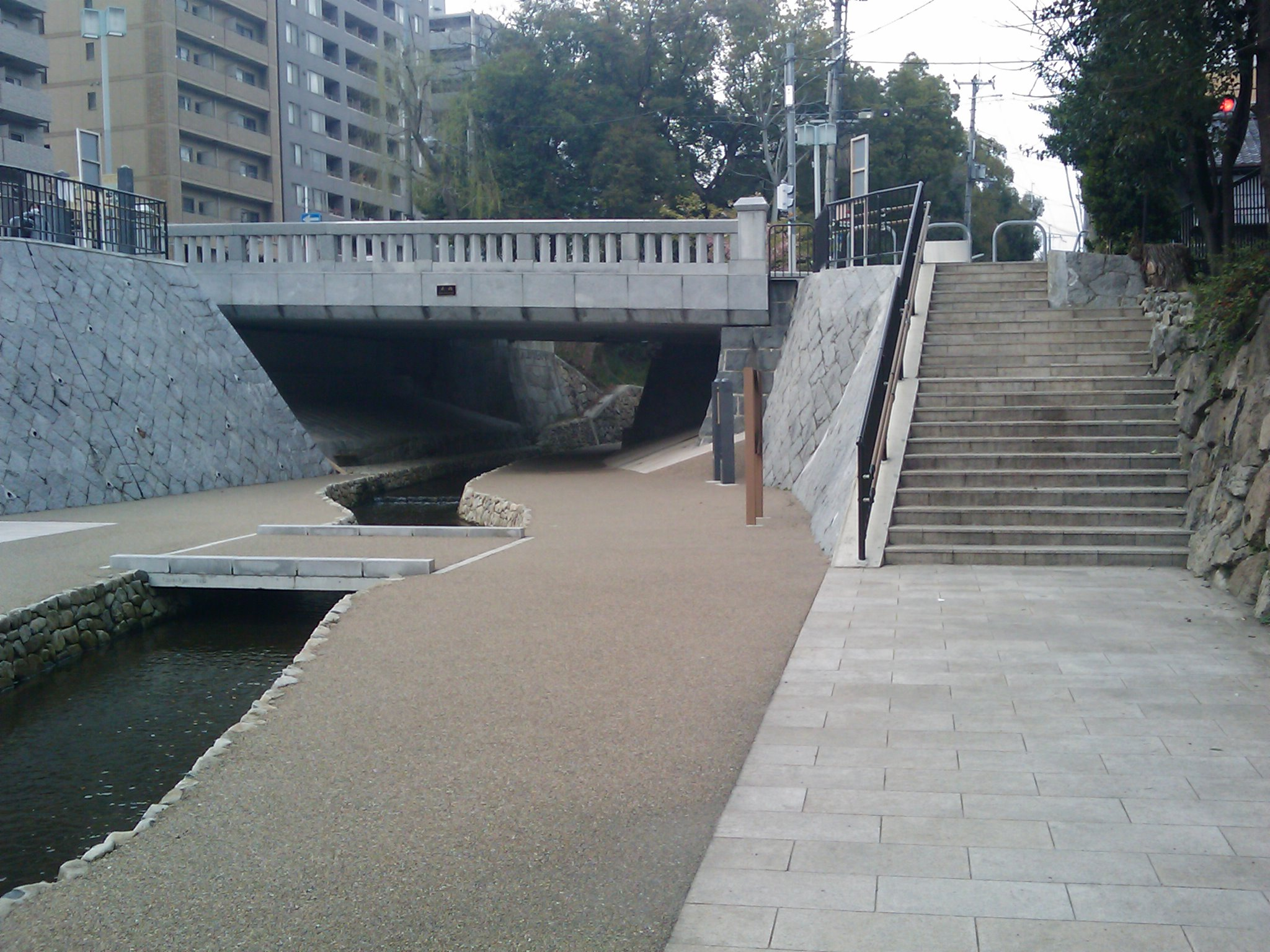
Rivière Hori et le pont Modori-bashi
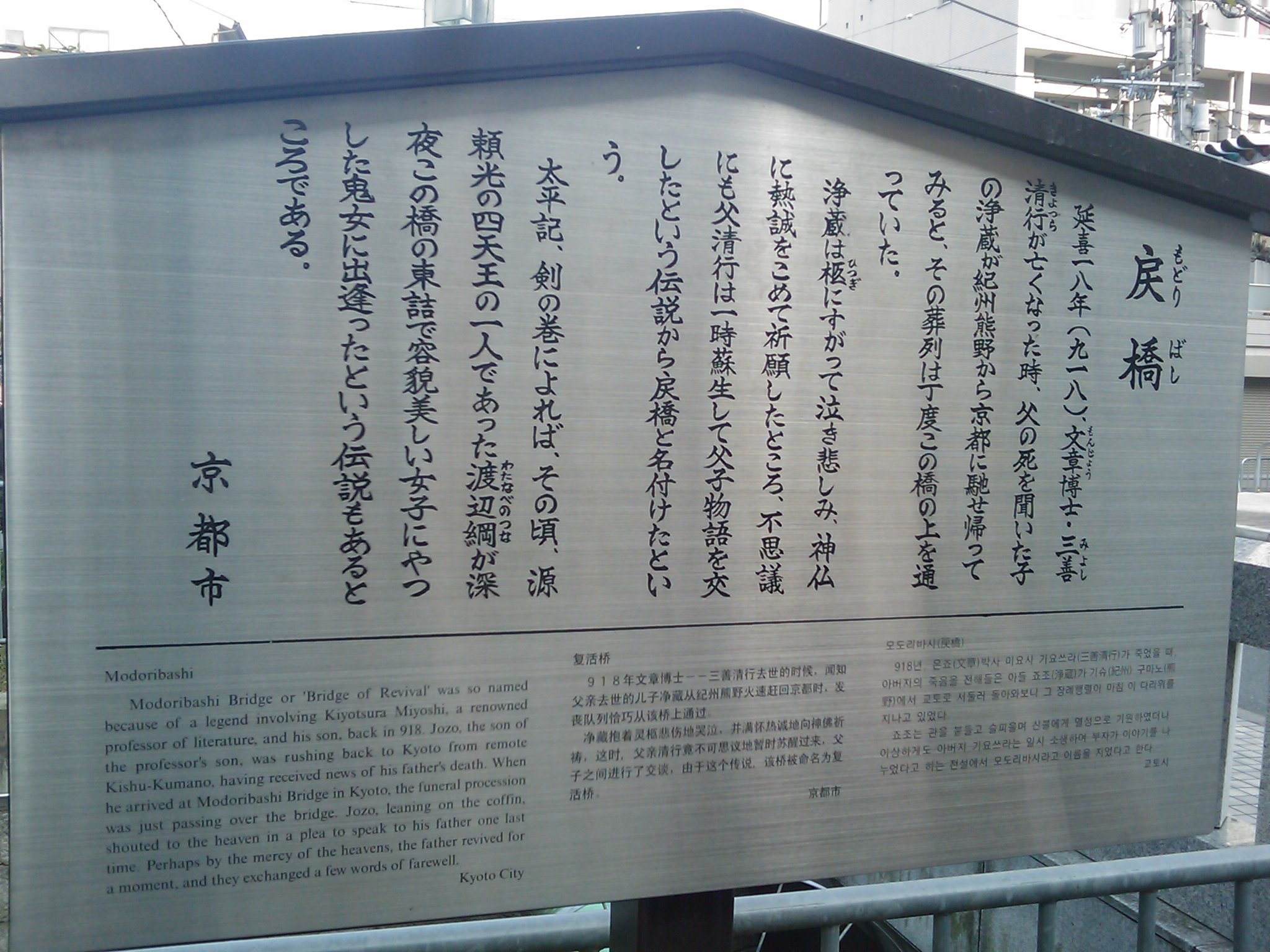
Panneaux d'interprétation près du pont

Au carrefour avec Karasuma se trouve la confiserie Toraya (虎屋菓寮), ouverte depuis 1521 et l'une des plus anciennes boutiques de la ville,,. Juste après, à l'intersection avec Muromachi se trouve l'école secondaire Kamigyō (ja) (京都市立上京中学校). Plus loin, au carrefour avec Nishinotōin, se trouve le Bureau des impôts de Kamigyō (上京税務署). Pour franchir la Hori entre Higashihorikawa-dōri et Horikawa-dōri (Nishihorikawa-dōri), la rue traverse l'historique pont Ichijō Modori-bashi (ja) (一条戻橋). Le pont, existant depuis la période Heian, est étroitement lié à diverses légendes locales, dont celle pour les couples mariés de ne pas traverser le pont, pour que l'union ne se brise pas. Le pont, qui ne mesure que 6 mètres de long et qui a été reconstruit en 1995, est aussi lié à la légende d'Abe no Seimei, qui y aurait exorcisé des démons durant le Xe siècle,.

Lieux d'intérêts (section Horikawa-Nishiōji)
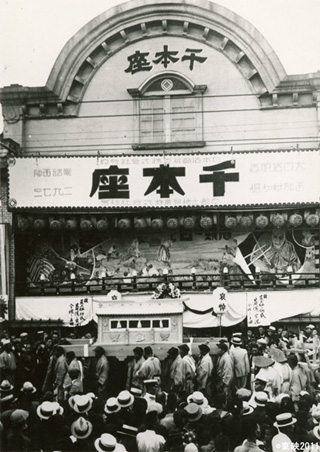
Senbon-za, un des premiers cinémas dans le Nishijin Kyōgoku
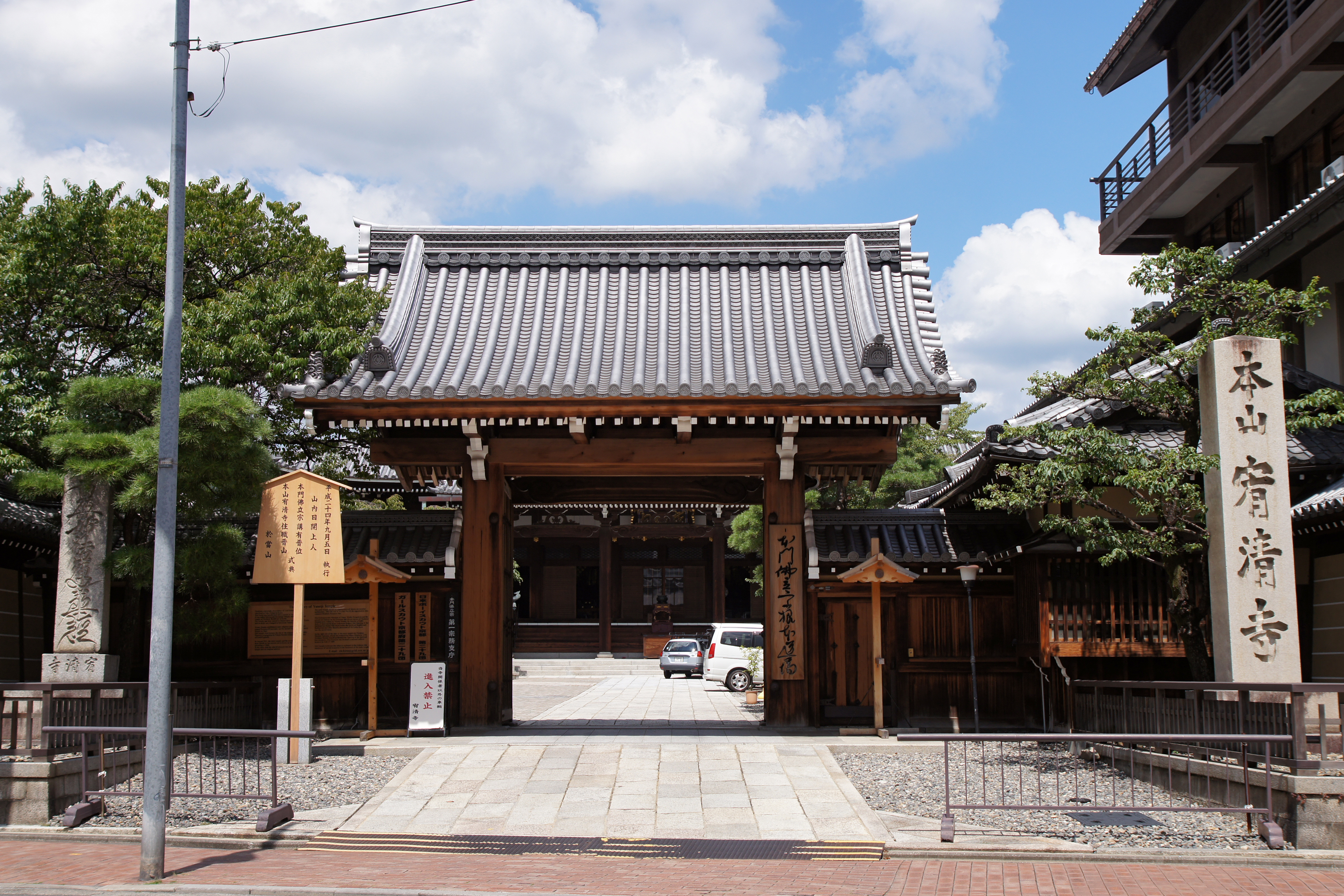
Le Yūsei-ji
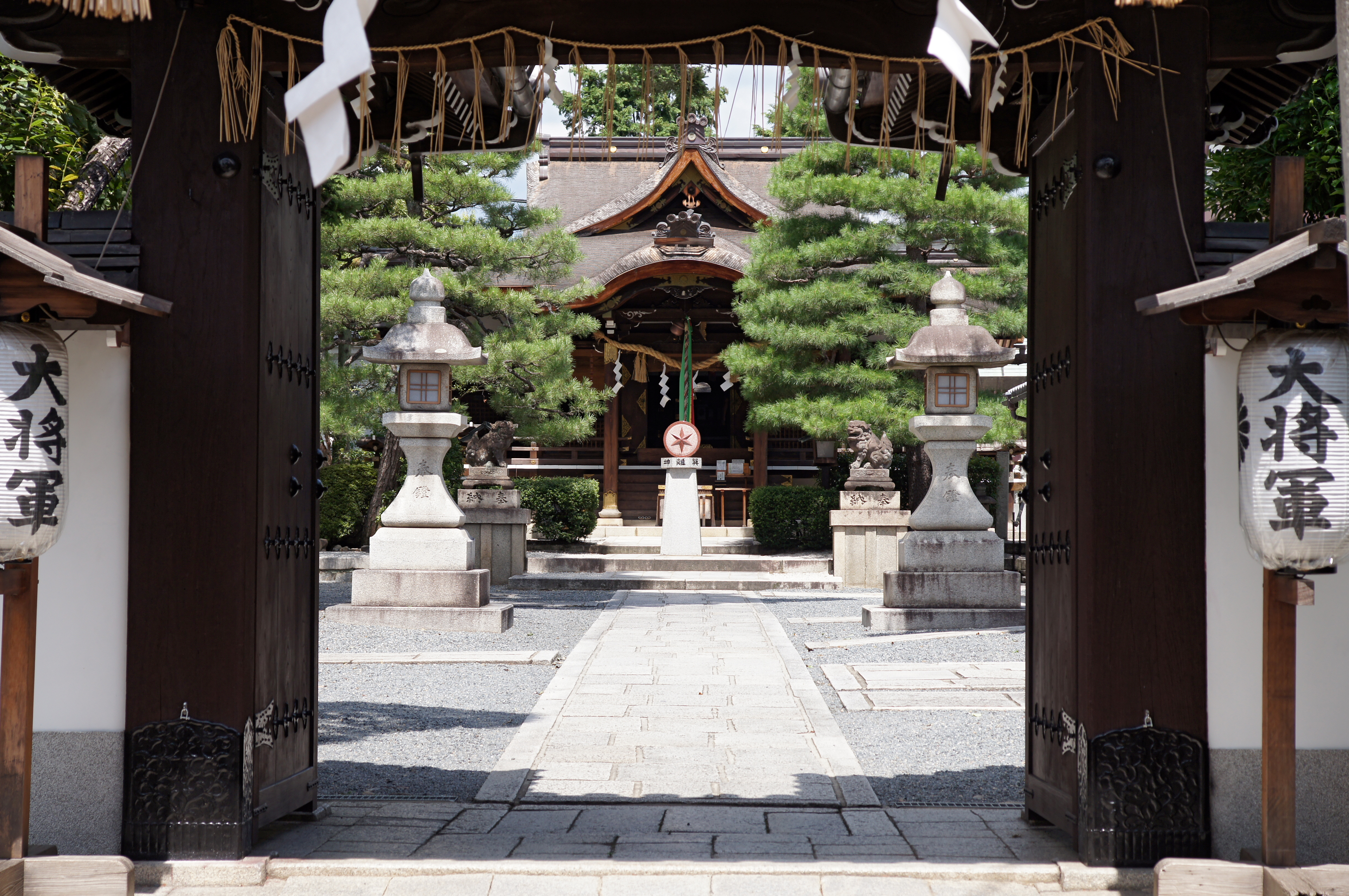
Le Taishōgun Hachi-jinja
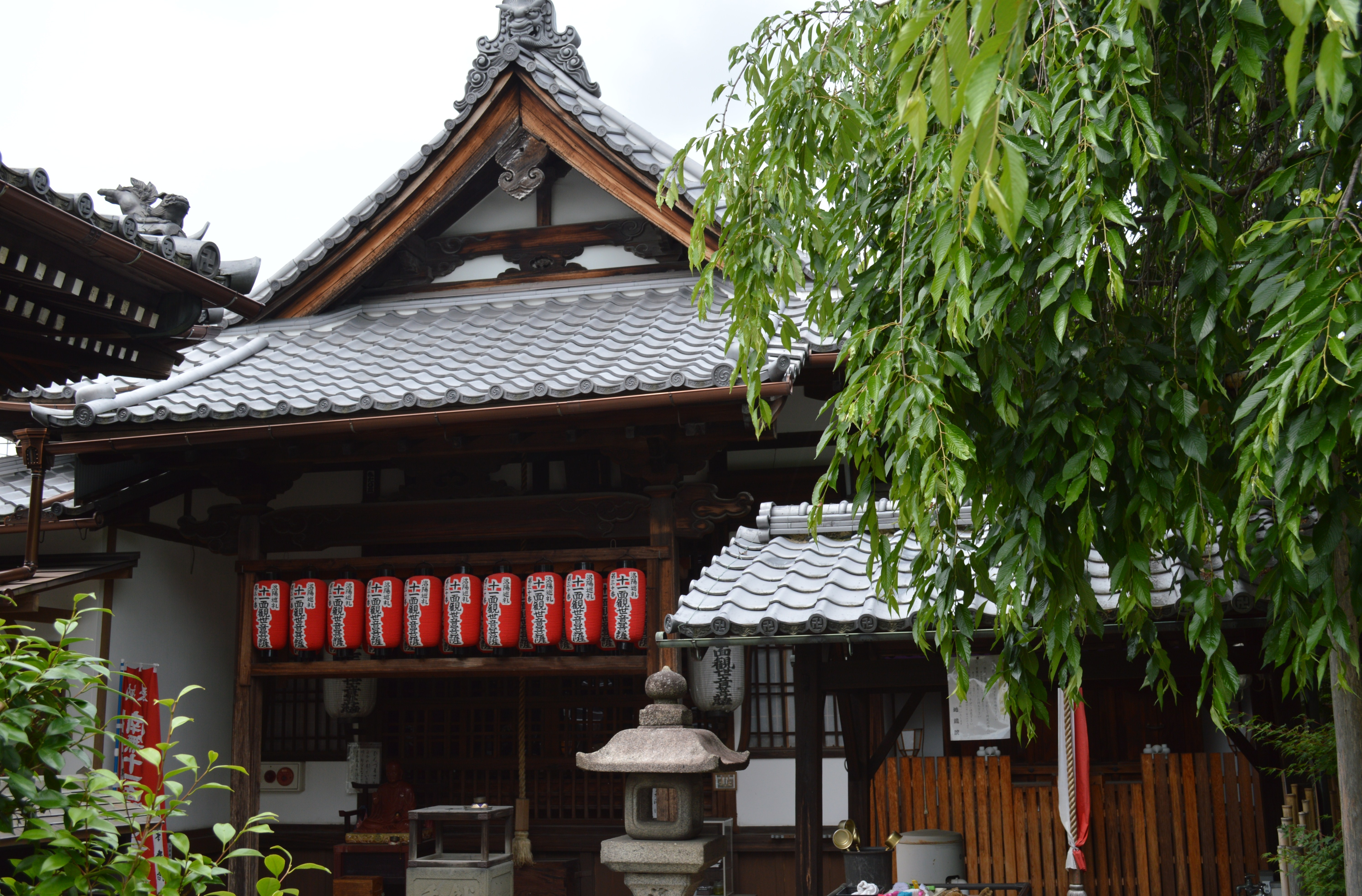
Jizō-in, temple du camélia

Au carrefour avec Ōmiya, un panneau d'interprétation explique l'origine de la rue comme étant l'avenue Ichijō. Peu à l'ouest de Jōfukuji-dōri, un chemin de visite permet d'accéder au temple Jōfuku-ji (浄福寺),. Au carrefour avec Tsuchiyamachi-dōri, commence au sud sur Tsuchiyamachi le Nishijin Kyōgoku (ja) (西陣京極), une rue commerçante qui était anciennement un important quartier de divertissement, où ont ouvert certains des premiers cinémas de la ville,. Au carrefour avec Shichihonmatsu-dōri se trouve la confiserie Chōgorōmochi (長五郎餅本舗), ouverte en 1587 par autorisation de Hideyoshi. Aussi au carrefour avec Shichihonmatsu et Shimonomori, on peut voir du côté nord le temple Motoyama Yūsei-ji (ja) (宥清寺), fondé en 1308 par Nichiben (ja) (日弁). Entre Nakadachiuri et Nishiōji, sur une longueur de 400 mètres, la rue est appelée la rue commerçante Taishōgun (大将軍商店街), anciennement la « Yōkai Street » (妖怪ストリート),. Elle est portée sur le thème des yōkai, les démons du folklore japonais, et plusieurs parades de démons et d'autres événements du même thème y ont lieu. Plusieurs mascottes de démons se trouvent devant les vitrines des magasins de la rue commerçante,. Au carrefour avec Tenjin-dōri se trouve du côté nord le sanctuaire shinto Taishōgun Hachi-jinja (ja) (大将軍八神社), qui donne son nom à la rue commerçante. Juste avant la rivière Kamiya se trouve la vinaigrerie Saitō (斎藤造酢店), qui fabrique encore son vinaigre selon la méthode traditionnelle. À Nishiōji-dōri est situé le temple bouddhiste Jizō-in (ja) (地蔵院), aussi appelé Tsubaki-dera (椿寺), dû à son grand camélia (椿, « Tsubaki ») de plus de 400 ans, mort en 1983 et remplacé par un second arbre.

Lieux d'intérêts (section Nishiōji-Nagatsuji)
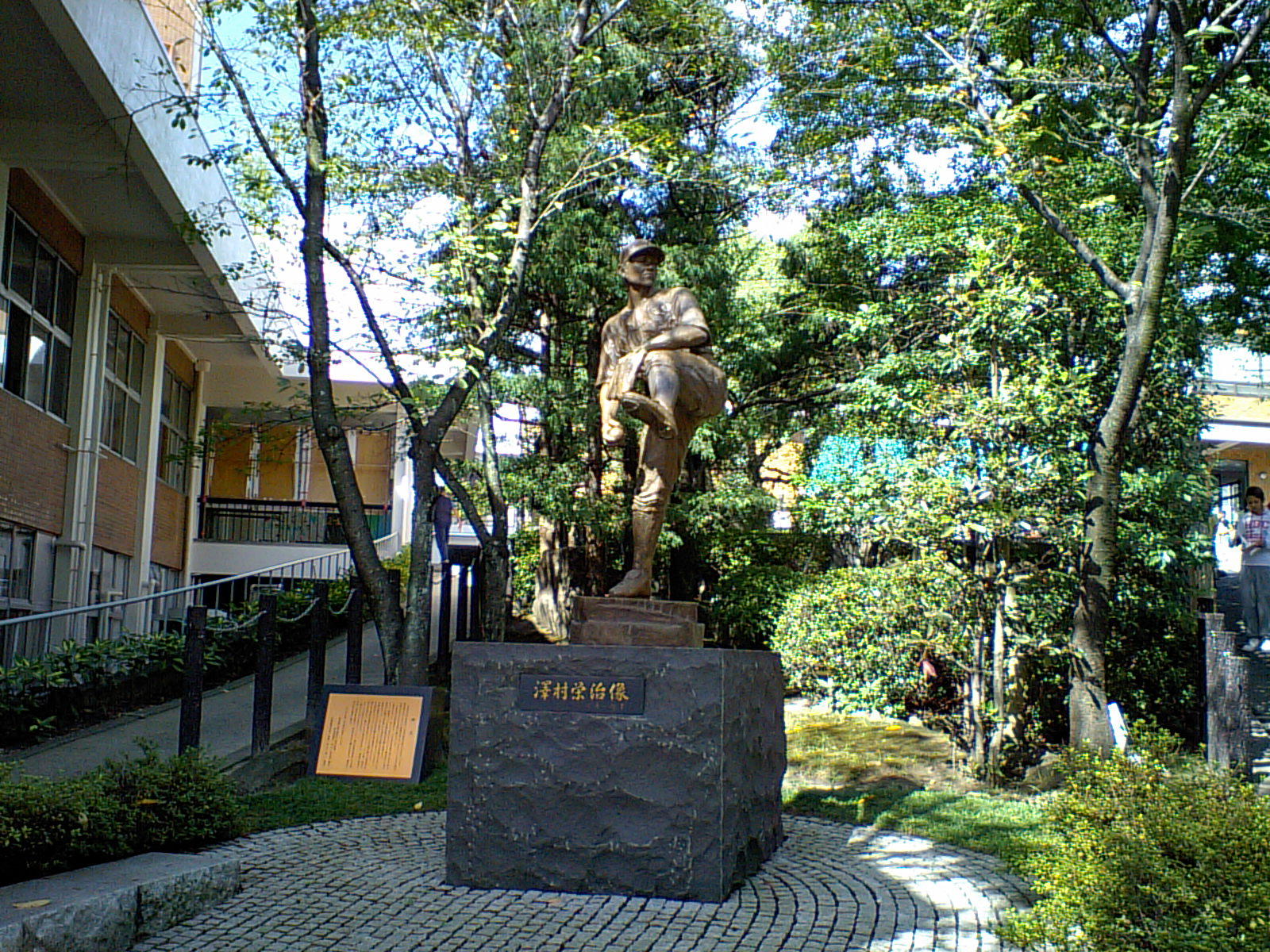
École Kyoto Gakuen et sa statue d'Eiji Sawamura, joueur de baseball célèbre qui y a étudié
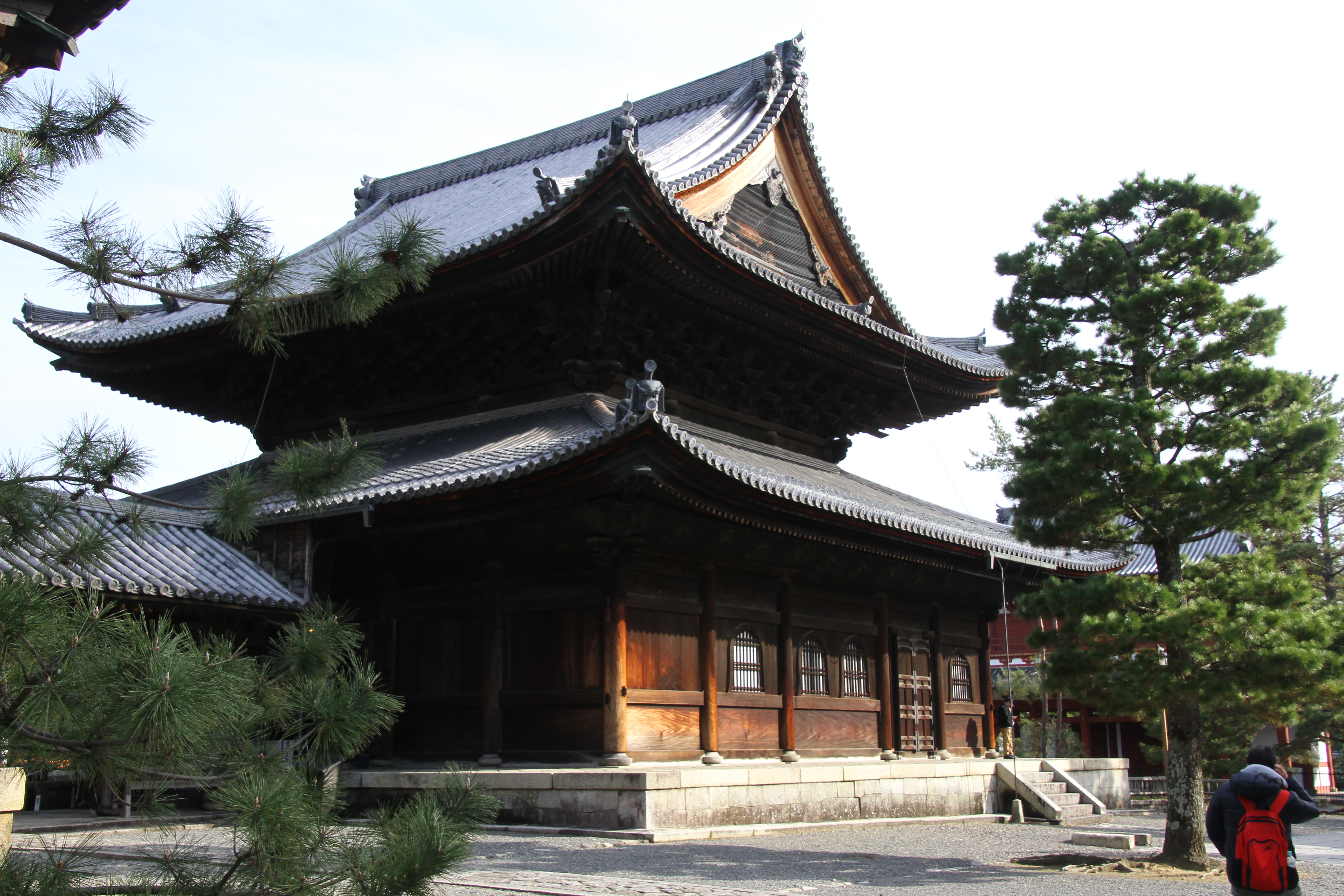
Hattō du Myōshin-ji
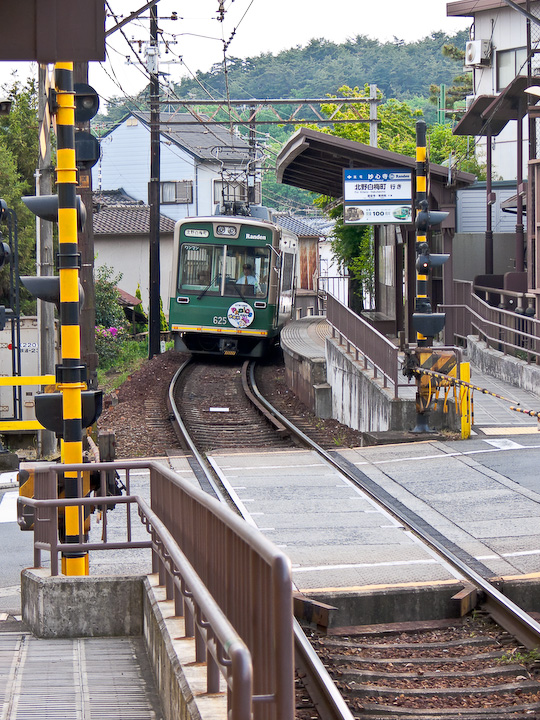
Passage à niveau du tramway de Kyoto

À l'ouest de Nishiōji, on peut voir le Kinugasa-kaikan (衣笠會舘), originellement construit en 1905 pour Iwajirō Fujimura (藤村 岩次郎), mais devenu un bâtiment de l'institut de recherche sur le textile de Kinugasa. On rencontre ensuite l'école secondaire Kyoto Gakuen (ja) (京都学園中学高等学校), fondée en 1925. Juste après se trouve Kameya Shigehisa (亀屋重久), fondé en 1802 et la confiserie officielle du temple Myōshin-ji. Le Myōshin-ji (妙心寺) lui-même, un grand complexe bouddhiste fondé en 1337, se trouve du côté sud de la rue. Dans le quartier Taniguchienjōji-chō (谷口円成寺町), la rue passe par les rails du tramway de Kyoto, opéré par Keifuku Electric Railroad.